# Ho Ši Minhov mavzolej
Mavzolej predsednika Ho Ši Minha (vietnamsko Lăng Chủ tịch Hồ Chí Minh) je mavzolej, ki služi kot počivališče vietnamskega revolucionarnega voditelja in predsednika Ho Ši Minha v Hanoju v Vietnamu. To je velika stavba, ki stoji v središču trga Ba Dinh, kjer je Ho, predsednik Delavske stranke Vietnama od leta 1951 do svoje smrti leta 1969, 2. septembra 1945 prebral Deklaracijo o neodvisnosti, ki je ustanovila Demokratično republiko Vietnam. Za javnost je odprt vsako jutro razen ponedeljka.

## Stavba
Gradbena dela so se začela 2. septembra 1973, mavzolej pa je bil uradno odprt 29. avgusta 1975. Navdihnil ga je Leninov mavzolej v Moskvi, vendar vključuje izrazite vietnamske arhitekturne elemente, kot je nagnjena streha. Zunanjost je iz sivega granita, notranjost pa iz sivo-črnega in rdečega poliranega kamna. Na portiku mavzoleja so napisane besede »Chủ tịch Hồ-Chí-Minh« (predsednik Ho Ši Minh). Na transparentu poleg piše »Nước Cộng Hòa Xã Hội Chủ Nghĩa Việt Nam Muôn Năm« (»Naj živi Socialistična republika Vietnam«).
Struktura je visoka 21,6 metra in široka 41,2 m. Ob mavzoleju sta dve ploščadi s sedmimi stopnicami za ogled parade. Trg pred mavzolejem je razdeljen na 240 zelenih kvadratov, ločenih s potmi. Vrtovi, ki obkrožajo mavzolej, imajo skoraj 250 različnih vrst rastlin in rož, vse iz različnih regij Vietnama. Tudi med paradami se tribuna uporablja kot razgledni oder za voditelje, ki gledajo s podobne tribune Leninovega groba.
Balzamirano truplo predsednika Ho Ši Minha je shranjeno v hladnejši, osrednji dvorani mavzoleja, ki jo varuje vojaška častna straža. Trup leži v stekleni vitrini z zatemnjenimi lučmi. Mavzolej je na splošno odprt za javnost.